# بوخديجة
بوخديجة هو باي مازونة وحاكم بايلك الغرب ضمن أيالة الجزائر في العهد العثماني. بدأ حكمه سنة 1563 بتعيين من داي الجزائر حسن باشا.